# Staub (группа)
Staub (с нем. — «Пыль, пепел») — музыкальный коллектив из Германии, исполняющий свою музыку на стыке готик-метала и индастриала.

## История

### Основание. Дебютный альбом
Музыкальный коллектив Staub был сформирован в 2001 году. Первоначально у лидера группы Ральфа Даммбруха появилась идея соединения жёсткой гитарной музыки, меланхолии и агрессии. Будучи автором группы Creutzfalltjacob сделать ему этого не удавалось. Тогда совместно с Карстеном Клаусом и с использованием компьютера Ральф записал несколько треков. В дальнейшем композиции были продемонстрированы ударнику Йоги Бёме, с которым Ральф ранее играл, а также известному под псевдонимом Джастин Де Берто Энди. Треки музыкантам понравились и они все вместе, после двух репетиций, отправились в студию звукозаписи. Позднее к ним присоединились басист Авева Лефре и гитарист Франк Леупольд. Группа была почти сформирована. Ещё необработанная запись была разослана по издающим лейблам и к кучастникам поступило предложение от фирмы Trisol Music Group, которое участники сочли наиболее подходящим. Однако новое, удовлетворяющее все стороны микширование было сделать не так-то просто и группа осталось недовольна работой продюсера:

Наш тогдашний продюсер всё испоганил, если не сказать, что вообще просаботировал свою работу. Короче говоря, с тем типом нельзя было ничего сделать.
Вскоре о проекте, по рекомендации издающего лейбла, узнал лидер группы Samsas Traum Александр Каште. По словам Ральфа Ламмбруха, Каште сразу же проникся музыкой проекта и хотел было уже приступить к микшированию, но доставшийся от прошлого продюсера материал был настолько плох, что Каште пришлось заново сыграть на всех клавишных и записать все семплы. Студийная работа длилась около четырёх недель, но с охватом черновой работы, которую проделал Каште - полтора года.
Дебютный альбом Trockenzeit вышел в 2003 году на лейбле Trisol Music Group. Музыкально альбом соединил в своём звучании элементы готической музыки, метала, рока и классики, сопровождаемых женским вокалом участницы группы Верены и мужским Ральфа Даммбруха. В качестве обязательного условия контракт включал только новое микширование и сведение. Сам же Ральф, говоря, что никому не подражает, но используя в качестве вдохновляющего источника музыку вроде The Sisters of Mercy и Paradise Lost, охарактеризовал релиз следующим образом:

Немного готики, немного металла, но в любом случае много рока и боли.

### Brandung
В феврале 2003 года был записан видеоклип к композиции Ich Bin, а к началу лета был почти полностью готов новый материал. Запись релиза происходила в студии гитариста Карстена Клауса.

## Лирика
Вся лирическая составляющая творчества Staub написан на немецком языке Ральфом Даммбрухом и отражает его чувства и взгляд на мир:

...Мне не по нутру всякие банальности и стереотипы. Я одинаково зол и грустен на всё то, что происходит вокруг нас, с нами и через нас, и я надеюсь, что мне удалось это убедительно выразить. Но это хорошо удаётся только при помощи языка, с которым я вырос, на котором я думаю и мечтаю...

## Полноформатные альбомы
- 2003 — Trockenzeit
- 2004 — Brandung